# ساختمان مرکزی دانشگاه تگزاس در آستین

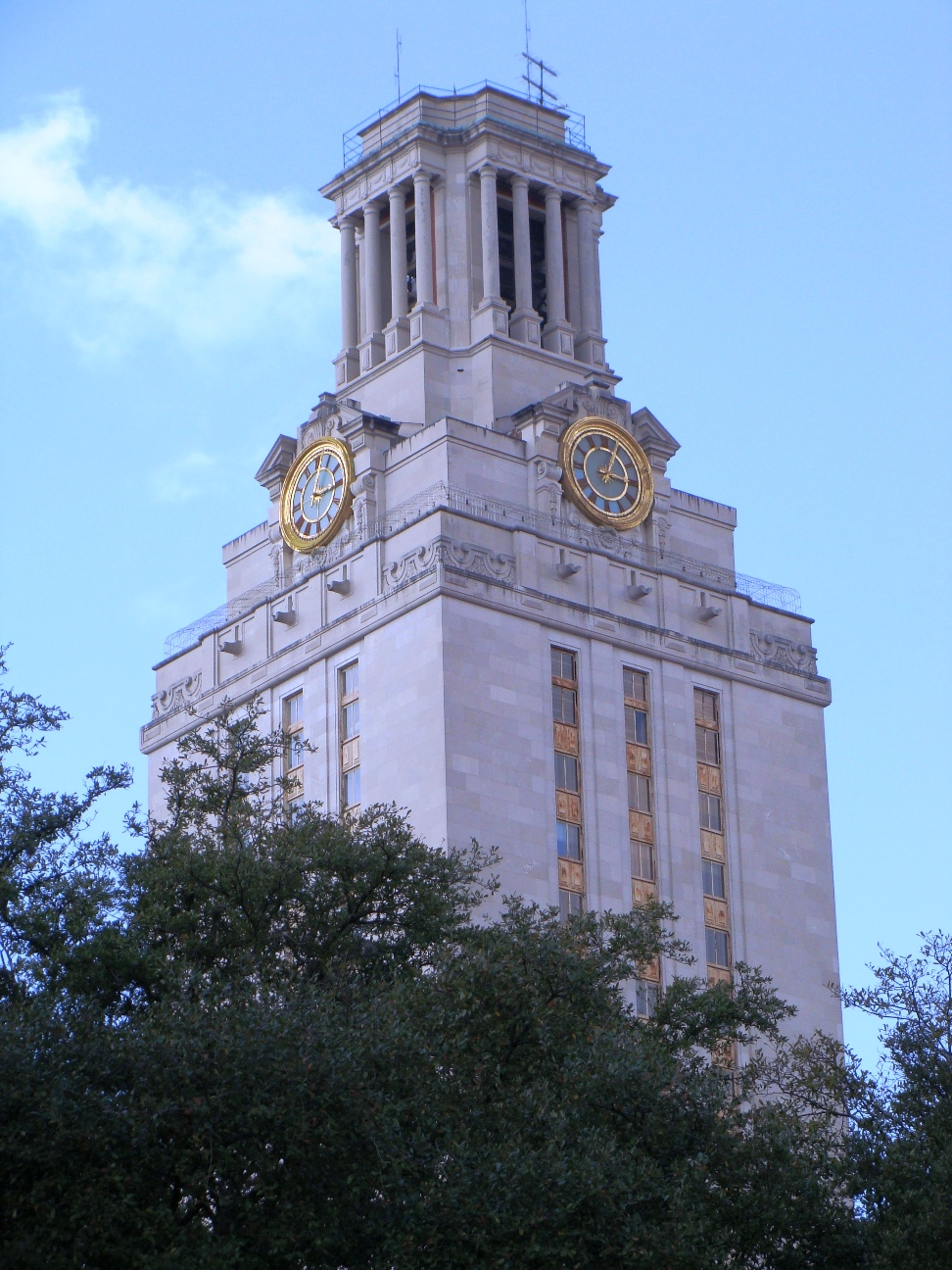

ساختمان مرکزی دانشگاه تگزاس در آستین (به انگلیسی: Main Building of The University of Texas at Austin) یک برج تاریخی شهر آستین در تگزاس است.
این برج که ۹۴ متر ارتفاع دارد، بسال ۱۹۳۷ ساخته گردید و توسط پال کرت (Paul Cret) طراحی گردید.
این برج که ۲۷ طبقه دارد در آن زمان به عنوان یک کتابخانه ساخته شد. امروزه کتابخانه مرکزی دانشگاه تگزاس در آستین در مکان دیگریست.
در سال ۱۹۶۶، یک دانشجوی معماری از روی پشت بام این ساختمان اقدام به کشتن ۱۴ عابر نمود.

## نورپردازی برج

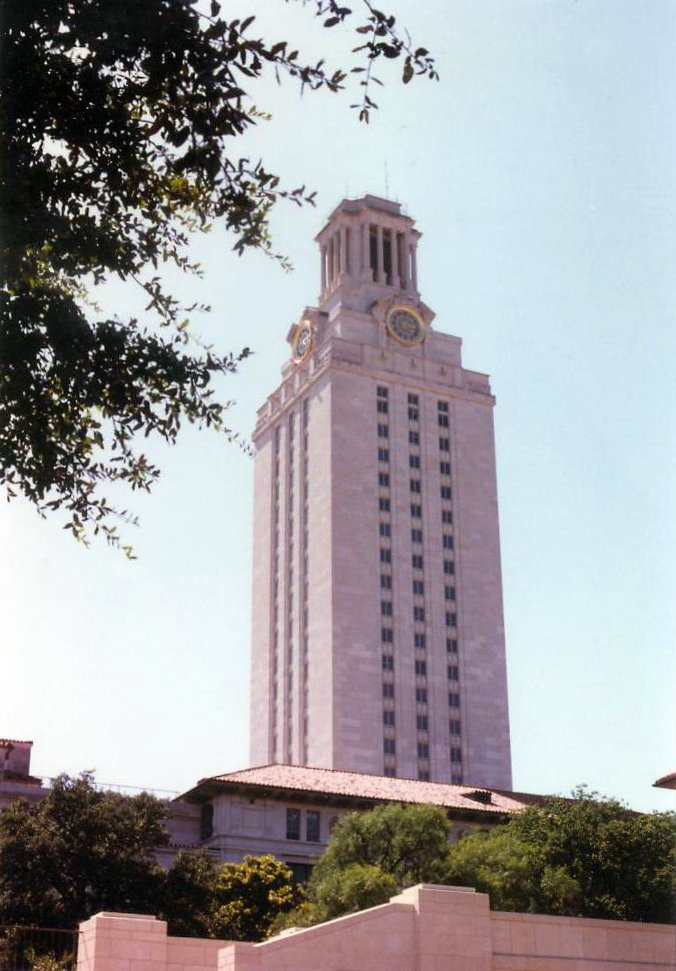
ساختمان مرکزی دانشگاه تگزاس در آستین

رنگ اصلی نورپردازی برج دانشگاه تگزاس نارنجی است و در مناسبت‌های گوناگون مانند موفقیت‌های علمی و ورزشی دانشجویان تغییر می‌کند.

## نگارخانه

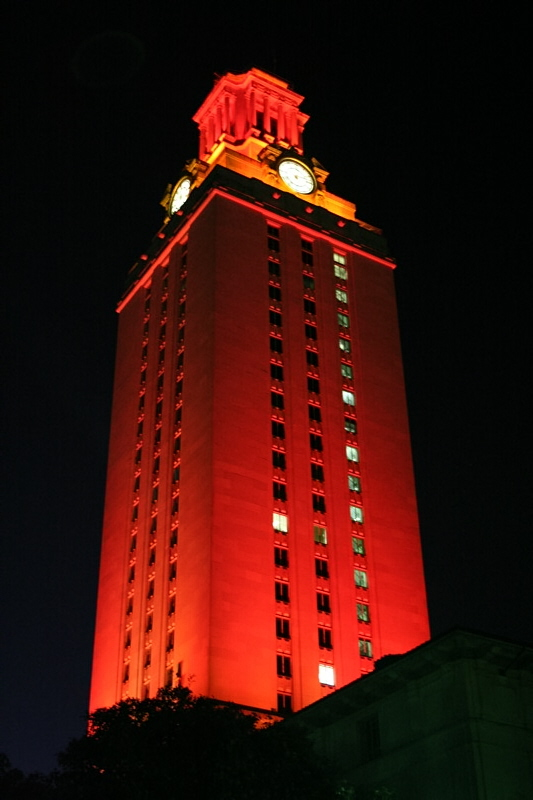
نورپردازی تماماً نارنجی برج، معمولاً برای پیروزی‌های ورزشی
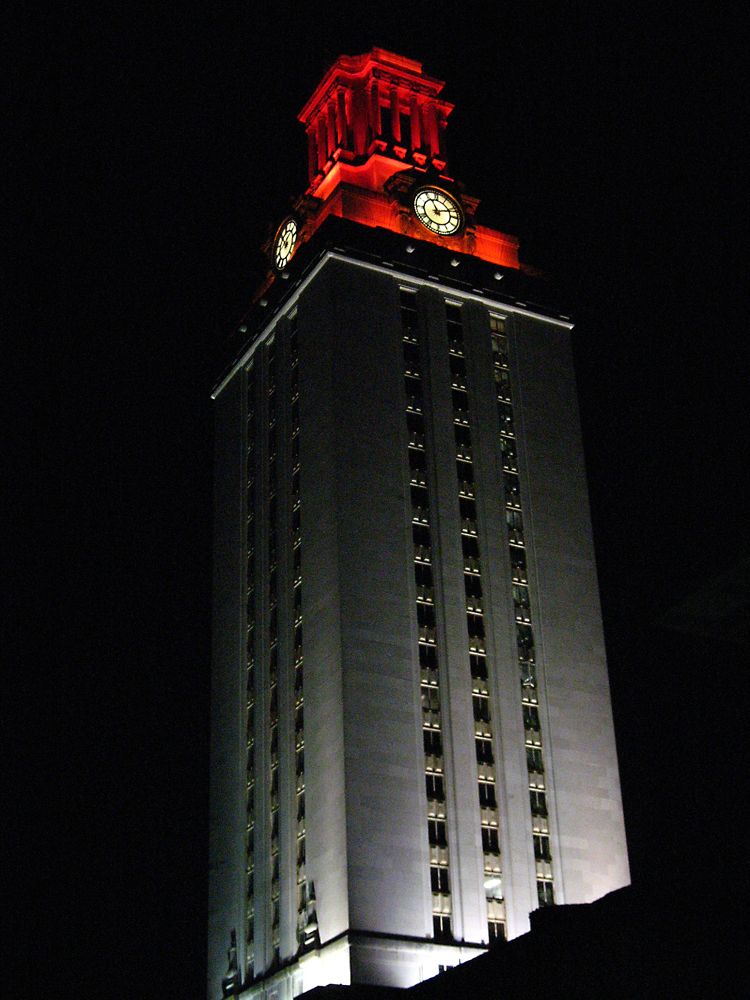
رنگ نارنجی در بالا، برای مناسبت‌های مرتبط با فوتبال